# Али Мустафов
Али Мустафов – Галито е бивш български футболист, роден на 19 октомври 1969 година в град Дряново. Играл е като офанзивен халф в отборите на Локомотив (Дряново) и Локомотив (Горна Оряховица), когато горнооряховския тим се подвизава в елитната А група.
В моменента е заместник тренъор в FC Bulgaria Hamburg 2017, който се намира в Германия-Хамбург.
Първите години след прекратяване на състезателната си кариера работи като треньор в ДЮШ на Локомотив (Дряново).